# Nišić (prezime)
Nišić (drugi nazivi iste obitelji su: Nikšić, Pešikan, Međedović; njem. naziv Landsberg). Mnogi pripadnici obitelji Nišić su Hrvati katoličke i pravoslavne vjeroispovjesti, ali je velik broj i muslimana. Jedna od varijanata prezimena je i Nikšić, koje je često zastupljeno među bosanskim muslimanima. Najviše Nišića živi u Bosni, u Sarajevu, Istočnom Sarajevu (Kasindolu i Topliku), Olovu (Olovu pripada i naselje Nišići, a u blizni se nalazi i Nišićka visoravan). Pripadnici obitelji danas se izjašnjavaju kao Hrvati, Srbi, Bošnjaci, Jugoslaveni itd.

## Povijest obitelji
Hrvatska katolička obitelj Pešikan je živjela u Crnoj Gori za vrijeme osmanskih osvajanja, te se nakon napada na lokalnog turskog vlastelina, te početka turske osvete prema obitelji, počela seliti na zapad, prema Bosni i Hrvatskoj, te se tokom selidbe nazvala Nišić, prema crnogorskome gradu Nikšiću gdje se nalazila kratko vrijeme. Porodica nije slavenskog podrijetla već njemačkog (Landsberg je tipično njemačko prezime; postoje i Židovi koji se tako prezivaju). Vjerojatno su se pripadnici obitelji pravoslavne i muslimanske vjeroispovjesti javljaju tek prelaskom u osmansku Bosnu. O ovim događanjima neke podatke nam iznosi dr Jovan Erdeljanović u svojoj knjizi Stara Crna Gora. Erdeljanović u svojoj knjizi također navodi Pešikane, pravoslavce i katolike u Kasindolu i Topliku, pod nazivom Nikšići. On također pronalazi i ostatke obitelji u Nikšiću, gdje se obitelj kratko zadržala, ali pod nazivom Međedović (nastali od Marka Pešikana). Pravoslavni pripadnici obitelji, koji se uglavnom izjašnjavaju kao Srbi u novije vrijeme, slave kao slavu Đurđic (16. studenog, proslava obnavljanja hrama sv. Đorđa), a ranije su slavili Nikoljdan. Izvorno su katolici, ali su pripadnici obitelji katoličke vjeroispovjesti u manjini. Poznato je, također, da su mnogi kršćanski pripadnici obitelji Nišić u BiH podržavali Austro-Ugarsku tokom oslobađanja BiH od Turske vladavine. Tijekom Drugog svjetskog rata, obitelj je bila jako podijeljena - bilo ih je partizana, ustaša, domobrana i četnika. 20. ožujka 1942. u Kasindolu, mjestu u Sarajevskom polju, ustaše su strijeljale 11 pripadnika hrvatske obitelji Nišić koji su se pobunili protiv okupacije. Ipak, u nekim krajevima Bosne i Hercegovine, Ni(k)šići, i kršćani i muslimani su bili pripadnici vojnih postrojbi NDH. Pravoslavni Nišići koji su sudjelovali u ratu su uglavnom bili u četničkim ili partizanskim redovima.

## Šunjo Pešikan i beg Mušović
O napadu na turskog vlastelina koji je doveo do selidbe hrvatske obitelji Pešikan (kasnije Nišić) na zapad postoji i crnogorska narodna epska pjesma:

## Gdje su Međedovići, Nišići, Nikšići, Pešikani danas?
Kao i sve druge obitelji, i ova se raselila svugdje po svijetu. Ipak, možemo navesti neka mjesta gdje i danas žive pripadnici ove obitelji u značajnijem broju ili kao starosjedioci:
- Novi Pazar (Republika Srbija) - Veliki broj Međedovića živi u ovom gradu
- Bar (Crna Gora) - Također veliki broj Međedovića živi u Baru
- Bijelo Polje (Crna Gora) - Tradicionalno, najveći broj Međedovića je ostao da živi u ovoj crnogorskoj opštini
- Olovo (BiH) - Olovu pripada i naselje Nišići, a u blizini se nalazi i Nišićka visoravan
- Kasindo (Istočna Ilidža, BiH) - naselje u Sarajevskom polju u kojem Nišići predstavljaju jednu od najstarijih obitelji, osnivača mjesta. Podatke o Ni(k)šićima u Kasindolu( nekada Kobiljdolu) možemo naći i u radovima srbijanskog etnologa Jovana Erdeljanovića.
- Toplik- naselje u kojem Nišići žive od davnina, u koje su došli odmah nakon selidbe na zapad. Dugo vremena u njemu su živjeli kao katolici, ali je danas obitelj većinski pravoslavne vjeroispovjesti u ovim krajevima.
- Sejdić i Sahić, naselja u BiH u kojima živi veliki broj Nišića islamske vjeroispovjesti
- Šipovo - u Šipovo su Nišići došli dosta nakon prijelaska u Bosnu, ali i tamo žive kao jedna od starijih obitelji
- Jažići - selo u okolini mjesta Kalinovik u Bosni i Hercegovini. Nije poznato mnogo o dolasku Nišića u ovo selo
- Nikšić - grad u Crnoj Gori po kojem je obitelj dobila naziv prilikom prijelaska u Bosnu i Hercegovinu, i danas u njemu žive manji ostaci obitelji pod nazivom Međedović, kao i oni pod nazivom Pešikan
- Jabuke - selo u Crnoj Gori u kojem i danas žive pripadnici obitelji čiji se preci nisu preselili u Bosnu nakon napada na turskog bega. U Jabukama se nazivaju i dalje Pešikani
- Također, mnogi Nišići i Nikšići žive i po većim mjestima i gradovima u Bosni i Hercegovini, Hrvatskoj i Srbiji, kao što su: Sarajevo, Banja Luka, Konjic, Zagreb, Karlovac, Varaždin, Beograd (U Beogradu žive i mnogi Pešikani)...
- Mnogi članovi obitelji su se raselili po inozemstvu, tako da ih danas imamo u SAD-u, Kanadi, Europi itd.
- Pripadnici obitelji koji su ostali živjeti u Njemačkoj vjerojatno se i dalje prezivaju Landsberg, a ima ih i u Poljskoj te po Europi i Americi

## Točno podrijetlo obitelji
Hrvatska se obitelj Nišić u BiH doselila iz Crne Gore. Selidba u Bosnu se dogodila za vrijeme osmanske okupacije. Tek selidbom na zapad počinju da se nazivaju Nišić ili Nikšić. Ranije su se nazivali Pešikan,staro crnogorsko prezime. U Crnoj Gori se prvo pojavluju na primorju. U tom periodu se spominje i Đuro ili Juro Pešikan, za kojeg se po predanju govorilo da je bio jako snažan, vješt i okretan, i pored što toga što je bio tjelesno sitan, te da je bio dobar borac. U Crnu Goru su došli sa sjevera Italije u mletačkoj službi, a u Italiji su živjeli pod nazivom Pesci (Pešči, što znači pešikan, vrsta ribe). Obitelj je najdaljeg njemačkog podrijetla, a najstariji naziv je Landsberg.

## Znameniti pripadnici obitelji ( Međedović, Nikšić, Nišić, Pešikan )
- Avdo Međedović (selo Obrov kod Bijelog Polja, 1875. - 1953. ), nadaleko čuveni crnogorski pjesnik i guslar. Jedan je od najvećih epskih pjesnika u povjesti čovečanstva. Američki naučnik Milman Peri ga je nazvao "balkanskim Homerom". Njegova najpoznatija i najveća pjesma, po vrsti epska, "Ženidba Smailagić Meha" broji 12.311 stihova, više nego Homerova "Ilijada" i "Odiseja" zajedno. Time Avdo Međedović nesumnjivo pripada krugu najvećih pesnika u istoriji ljudskog čovječanstva. Smatra se da je za života ostavio najmanje 100.000 stihova od kojih se veliki broj i dalje čuva na Harvardu.
- Nedim Nišić (Tuzla, BiH, 7.ožujka 1984.)- bh. plivač hrvatskog podrijetla, predstavljao BiH na Olimpijskim igrama u pekingu 2008. godine.Zadnje tri godine živi u SAD-u gdje studira ekonomiju i natječe se za jedno od tamošnjih sveučilišta.
- Nermin Nikšić (Konjic, BiH, 27. prosinca 1960.), bosanskohercegovački političar i trenutni predsjednik Vlade Federacije Bosne i Hercegovine.Diplomirao je na Mostarskom sveušilištu na Pravnom fakultetu 1986. Od 1995. do 1998. bio je predsjednik Izvršnog odbora Općine Konjic. Od 1998. do 2000. tajnik za opću upravu, stambeno-komunalne i inspekcijske poslove. Godine 2000. je imenovan za zamjenika načelnika općine Konjic, ali podnosi ostavku nakon što je izabran za zastupnika u Predstavničkom domu Parlamenta Federacije BiH. Od 1994. do 2004. bio je predsjednik konjičkog ogranka stranke. Za zastupnika je biran tri puta zaredom. U mandatu 2002. – 2006. godine je bio dopredsjednik, a kasnije i predsjednik Kluba poslanika SDP-a. Od 2004. do 2007. predsjednik je županijskog ogranka stranke za Hercegovačko-neretvansku županiju. U siječnju 2007. postaje glavni tajnik SDP-a BiH, a tu dužnost vrši i danas. Godine 2011. postaje predsjednik Vlade FBiH
- Adis Nikšić (Konjic, BiH, 07. svibnja 2003), bosanskohercegovački je spisatelj i aktivista za ljudska prava. Autor je romana "Dnevnik jedne ljubavi" (zabranjena ljubav između muslimana i kršćanke). 2021. godine pokreće stranicu "Stub srama" zajedno sa srbijanskom glumicom Danijelom Štajnfeld (stranica koja objavljuje online uznemiravanja).
- Radovan Nišić (Karlovac, 31. svibnja 1920. - Zagreb, 1. ožujka 1987.), hrvatski arhitekt.Diplomirao je u Zagrebu, boravio u Nizozemskoj, doktorirao i bio sveučilišni profesor. Projektirao je i izvodio stambene, javne (Otvoreno sveučilište u Zagrebu) i poslovne zgrade (robna kuća u Varaždinu), te obrazovne ustanove (Matematička gimnazija u Zagrebu).
- Janko Pešikan, crnogorski časnik, borac u Prvom svjetskom ratu te u Božićnom ustanku na pravoslavni Božić 1919, pripadnik zelenaškog pokreta u Crnoj Gori, vođa opsade Cetinja, crnogorske prijestolnice, u Božićnom ustanku.
- Ana Pešikan, ministrica znanosti u Vladi Republike Srbije 2007. – 2008. godine.
- Mitar Pešikan (1927-1996),crnogorsko-srbijanski lingvista, član SANU na Odjeljenju jezika i književnosti.
- Ermina Nišić bh. glumica hrvatskog podrijetla, glumila u filmu Praznik u Sarajevu.
- Šunjo Pešikan, hrvatski i crnogorski junak i harambaša, borac protiv Osmanlija, opjevan u crnogorskim narodnim pjesmama. Po njemu se zove i jedna od najstarijih škola u Crnoj Gori.
- Tatjana Nišić, poslanica u 7. sazivu Narodne skupćine Republike Srpske
- Željko Nišić, Srbijanac bosanskohercegovačkog i hrvatskog podrijetla, predsjednik ŽRK Crvena zvezda, trenutno nastanjen u Beogradu
- Adis Nišić, bosanskohercegovačkog i njemačkog porijekla, dugogodišnji novinar i urednik, humanitarac, predsjednik ŽNK Sloboda Tuzla